# Hannebachite
La hannebachite è un minerale.